# Каперіх
Каперіх (нім. Kaperich) — громада в Німеччині, розташована в землі Рейнланд-Пфальц. Входить до складу району Вульканайфель. Складова частина об'єднання громад Кельберг.
Площа — 2,69 км2. Населення становить 173 ос. (станом на 31 грудня 2020).